# Dubiaranea versicolor
Dubiaranea versicolor är en spindelart som beskrevs av Alfred Frank Millidge 1991. Dubiaranea versicolor ingår i släktet Dubiaranea och familjen täckvävarspindlar. Inga underarter finns listade i Catalogue of Life.